# Garry Waller
Garry D. Waller ist ein US-amerikanischer Kameramann, der auf das Filmen visueller Effekte spezialisiert ist.

## Leben
Garry Waller wuchs im kalifornischen Palmdale als Sohn eines Flugingenieurs und einer zivilen Mitarbeiterin der US Army auf. Er besuchte die Hamilton School of Photography in Santa Monica und von 1975 bis 1977 das Art Center College of Design in Pasadena. Über dort geknüpfte Kontakte kam er zu einer Anstellung bei Lucasfilm. Dort arbeitete Waller zunächst an den Effekten von Das Imperium schlägt zurück. Danach arbeitete er in der Lucasfilm-Abteilung Industrial Light & Magic (ILM) als Animator an den Filmen Jäger des verlorenen Schatzes, Der Drachentöter und E.T. – Der Außerirdische. Bei der Produktion des Horrorfilms Poltergeist arbeitete er erstmalig als Assistenzkameramann der ILM-Crew. Bei der Produktion von Die Rückkehr der Jedi-Ritter war Waller bereits zum Head Effects Animator von ILM aufgestiegen.
Nach vier Jahren bei Lucasfilm / ILM wechselte Waller zur Entertainment Effects Group (EEG), die 1983 von den von Richard Edlund neu gegründeten Boss Film Studios übernommen wurde. Dort arbeitete Waller als Animation Supervisor unter anderem an Effekten der Filme Ghostbusters – Die Geisterjäger, 2010: Das Jahr, in dem wir Kontakt aufnehmen und Die rabenschwarze Nacht – Fright Night.
Seine Arbeit an den Spezialeffekten bei der Produktion von Poltergeist II – Die andere Seite brachte ihm bei der Oscarverleihung 1987 gemeinsam mit Richard Edlund, John Bruno und Bill Neil eine Nominierung für den Oscar für die Besten visuellen Effekte ein.
Danach spezialisierte sich Waller auf die Arbeit als Kameramann für visuelle Effekte. Bis Ende der 1990er Jahre arbeitete er weiter bei den Boss Film Studios, unter anderem an Filmen wie Stirb langsam, Ghost – Nachricht von Sam, Batmans Rückkehr, Air Force One und Starship Troopers.
Ab Mitte der 1990er Jahre übernahm Waller auch andere Arbeiten als Kameramann. So filmte er 1994 unter anderem das Musikvideo zu Love Is Strong der Rolling Stones. Dies brachte ihm bei den MTV Video Music Awards 1995 gemeinsam mit Michael Trim die Auszeichnung für die Beste Kamera ein. Mit Regisseur David Fincher drehte Waller den Werbespot Hewlett Packard: Constant Change. Nach zahlreichen anderen Arbeiten für Werbespots und Musikvideos filmte Waller 2009 bei Cellin Glucks Saidoweizu erstmalig als hauptverantwortlicher Kameramann einen Spielfilm.
2018 gründete Waller in Broken Arrow, Oklahoma, die Agentur Wildcat Cinema Leads Company für digitales Marketing.
Er ist Mitglied der Academy of Motion Picture Arts and Sciences (AMPAS), der International Alliance of Theatrical Stage Employees (IATSE) und der International Cinematographers Guild (ICG).

## Filmografie
Spezialeffekte / Spezialeffektkameramann
- 1979: Invasion aus dem Weltall (The Day Time Ended)
- 1980: Das Imperium schlägt zurück (The Empire Strikes Back)
- 1981: Jäger des verlorenen Schatzes (Raiders of the Lost Ark)
- 1981: Der Drachentöter (Dragonslayer)
- 1982: Poltergeist
- 1982: E.T. – Der Außerirdische (E.T. the Extra-Terrestrial)
- 1983: Die Rückkehr der Jedi-Ritter (Return of the Jedi)
- 1984: Ghostbusters – Die Geisterjäger (Ghostbusters)
- 1984: 2010: Das Jahr, in dem wir Kontakt aufnehmen (2010)
- 1985: Die rabenschwarze Nacht – Fright Night (Fright Night)
- 1986: Poltergeist II – Die andere Seite (Poltergeist II: The Other Side)
- 1986: Big Trouble in Little China
- 1986: Der Knabe, der fliegen konnte (The Boy Who Could Fly)
- 1986: Solarfighters (Solarbabies)
- 1987: Masters of the Universe
- 1987: Monster Busters (The Monster Squad)
- 1987: Bill Cosby – Die Superkanone (Leonard Part 6)
- 1988: Disneyland (Fernsehserie, 1 Episode)
- 1988: Stirb langsam
- 1988: Vibes – Die übersinnliche Jagd nach der glühenden Pyramide (Vibes)
- 1990: Ghost – Nachricht von Sam (Ghost)
- 1992: Batmans Rückkehr (Batman Returns)
- 1994: Der Scout (The Scout)
- 1997: Air Force One
- 1997: Starship Troopers
- 1998: Hinter dem Horizont (What Dreams May Come)
- 2006: Déjà Vu – Wettlauf gegen die Zeit (Deja Vu)

Kameramann
- 1994: The Rolling Stones – Love Is Strong (Musikvideo)
- 2003: Before We Ruled the Earth (Dokumentarserie, 1 Episode)
- 2004: Hewlett Packard: Constant Change (Werbespot)
- 2009: Saidoweizu
- 2011: Codename: Fox - Die letzte Schlacht im Pazifik (Taiheiyou no kiseki: Fokkusu to yobareta otoko)
- 2015: Persona Non Grata (Sugihara Chiune)
- 2017: Nanny Seduction (Fernsehfilm)
- 2017: A Deadly Affair (Fernsehfilm)
- 2018: Echo in the Canyon (Dokumentarfilm)
- 2023: A Thousand Tomorrows (Miniserie, 1 Episode)

Second Unit Kameramann
- 2005: Lorelei I-507 – Deutsche Wunderwaffe im Pazifik (Lorelei)
- 2013: Oblivion